# Chaetocladius grandilobus
Chaetocladius grandilobus är en tvåvingeart som beskrevs av Lars Zakarias Brundin 1956. Chaetocladius grandilobus ingår i släktet Chaetocladius och familjen fjädermyggor.
Artens utbredningsområde är Northwest Territories, Kanada. Arten är reproducerande i Sverige. Inga underarter finns listade i Catalogue of Life.